# NGC 4939
NGC 4939 är en stor spiralgalax belägen ca 120 miljoner ljusår från solsystemet i stjärnbilden Jungfrun och upptäcktes den 25 mars 1786 av William Herschel. Med tanke på dess skenbara dimensioner, bekärnas det att NGC 4939 är ca 190 000 ljusår i diameter.

## Egenskaper

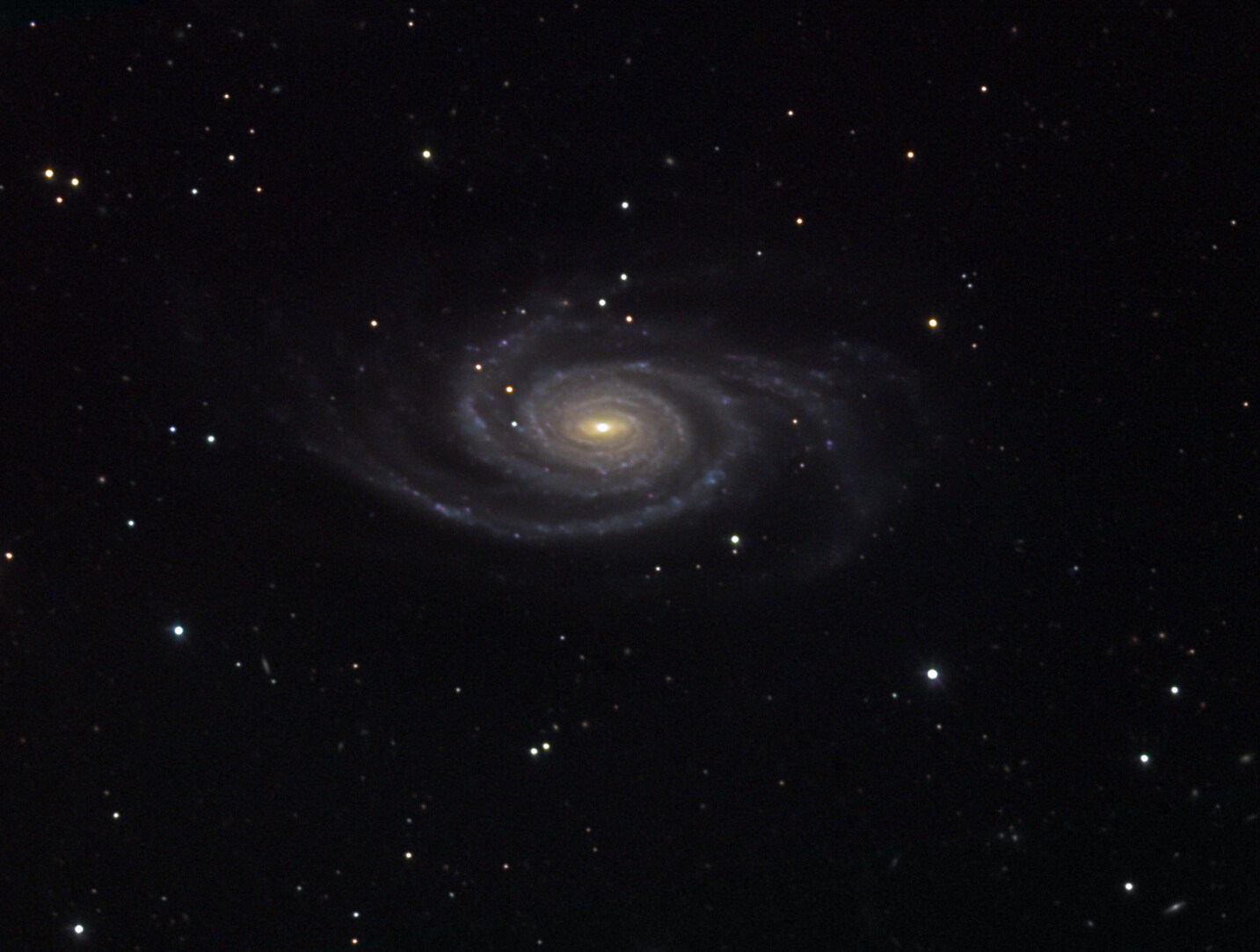
NGC 4939 avbildad av Adam Block 2014.

NGC 4939 har karakteriserats som en Seyfertgalax, en galaxkategori som har ljusa punktliknande kärnor. NGC 4939 är en Seyfertgalax av typ II. Dess röntgenspektrum är mer förenligt med en Comptontjock kall reflektionskälla, vilket innebär att källan är dold bakom tätt material, främst gas och stoft, och dess observerade röntgenstrålning har reflekterats, men en Comptontunn transmissionsmodell kunde inte uteslutas. Den ekvivalenta bredden på FeKα-linjen är stor, vilket också tyder på att den är en Comptontjock källa. Ytterligare observationer med Swiftteleskopet bekräftade dess Comptontjocka natur. Källan till aktivitet i de aktiva galaxkärnorna är ett supermassivt svart hål (SMBH) som ligger i galaxens centrum. SMBH i centrum av NGC 4939 ackumulerar material med en hastighet av 0,077 solmassa per år. Det svarta hålet har upptäckts i hård röntgenstrålning, som inte absorberas av den Comptontjocka kolumnen, med hjälp av INTEGRAL-observatoriet.
Galaxen har en stor elliptisk utbuktning och eventuellt en svag stav. Den är en storslagen spiralgalax med två tätt lindade armar som utgår från utbuktningen. Armarna är tunna, släta och väldefinierade och kan spåras i nästan ett och ett halvt varv innan de bleknar. Två symmetriska armsektioner eller bågar observeras i galaxens centrala del. Galaxen ses med en lutning på 56 grader. Galaxens rotationshastighet är cirka 270 km/s.

## Supernovor
Fem supernovor har observerats i NGC 4939:
- SN 1968X (okänd typ, magnitud 16) upptäcktes av Paul Wild den 27 november 1968.[12][13]
- SN 1973J (okänd typ, magnitud 16) upptäcktes av Paul Wild den 21 maj 1973.[14]
- SN 2008aw ( typ II, magnitud 15,9) upptäcktes av Lick Observatory Supernova Search (LOSS) den 2 mars 2008.[15][16]
- SN 2014B (typ IIP, magnitud 17,0) upptäcktes av Lick Observatory Supernova Search (LOSS) den 2 januari 2014.[17][18]
- SN 2020nif (typ II, magnitud 16,1492) upptäcktes av Zwicky Transient Facility den 24 juni 2020.[19]

## Närliggande galaxer
NGC 4939 tillhör en liten galaxgrupp känd som NGC 4933-gruppen, uppkallad efter multipelgalaxen NGC 4933. Gruppen ligger mellan den lokala superhopen och Hydra-Centaurus-superhopen.